# Los fugitivos más buscados por el FBI

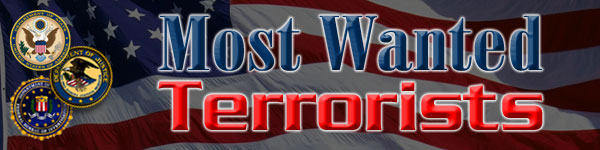
«Los terroristas más buscados». Banner utilizado por el FBI desde su creación, el 10 de octubre de 2001. Es el título principal de las páginas web tanto del grupo dedicado a los terroristas buscados, como en el cartel de «se busca» de cada presunto terrorista fugitivo. Los tres sellos superpuestos de la izquierda son el sello del Departamento de Estado de los Estados Unidos (similar al Gran sello de los Estados Unidos) y el sello de la Oficina Federal de Investigación, mientras que el de la derecha es el sello del Departamento de Justicia de los Estados Unidos.

Los terroristas más buscados por el FBI es una lista creada y publicada por primera vez el 10 de octubre de 2001, con la autoridad del Presidente de Estados Unidos George W. Bush, tras los atentados del 11 de septiembre. Inicialmente, la lista contenía 22 de los principales terroristas sospechosos elegidos por el FBI, todos los cuales habían sido acusados anteriormente de actos de terrorismo entre 1985 y 1998. Ninguno de los 22 había sido capturado por las autoridades estadounidenses u otras autoridades en esa fecha. De los 22, sólo Osama Bin Laden figuraba ya entonces en la lista de los diez fugitivos más buscados por el FBI.
De la creación e inclusión en la lista no se derivó ninguna consecuencia jurídica particular. El 17 de enero de 2002, el FBI publicó una tercera gran lista de personas buscadas por el FBI, que ahora se conoce como la lista de búsqueda de información del FBI - Guerra contra el terrorismo, para solicitar la ayuda del público en la comunicación de información que pueda prevenir futuros ataques terroristas. La información que se solicita no está necesariamente relacionada con ninguna de las personas que figuran en las listas de búsqueda del FBI.

## Primeras personas supuestamente fugitivas por terrorismo
En el cartel del grupo de fugitivos buscados, el FBI no enumera a las personas en ningún orden concreto, excepto quizá por la colocación sistemática de Bin Laden en el puesto número uno de la fila superior. Sin embargo, las 22 personas pueden clasificarse fácilmente en distintas categorías a lo largo de las dos décadas, en función de los ataques terroristas en los que, según las autoridades estadounidenses, estuvieron implicadas.
Para organizar y facilitar la consulta, los 22 de la lista se agrupan por el atentado por el que se les incluyó en la lista.
| Fotografía | Nombre | Supuesto ataque terrorista                        | Fecha de actividad      | Estatus                                 |  |
| --- | --- | ------------------------------------------------- | ----------------------- | --------------------------------------- |  |
| | Abu Bakr al-Baghdadi | era el líder del Estado Islámico                  | 2014—2019               | Asesinado                               |  |
| | Abu Nuradin Rustamov | era el líder del Estado Islámico                  | 2014—2016               | Asesinado                               |  |
| | Imad Mughniyeh | Vuelo 847 de TWA                                  | 14 de junio de 1985     | Asesinado                               |  |
| Asesinado el 12 de febrero de 2008 por un coche bomba detonado por el Mossad y la CIA cuando pasaba a pie por Damasco (Siria). | |                                                   |                         |                                         |  |
| | Ali Atwa | Vuelo 847 de TWA                                  | 14 de junio de 1985     | Fallecido                               |  |
| Falleció de cáncer en Líbano en octubre de 2021. | |                                                   |                         |                                         |  |
| | Hassan Izz-Al-Din | Vuelo 847 de TWA                                  | 14 de junio de 1985     | Libre                                   |  |
| | |                                                   |                         |                                         |  |
| | |                                                   |                         |                                         |  |
| | Abdul Rahman Yasin | Atentado del Wold Trade Center de 1993            | 17 de noviembre de 1996 | Libre                                   |  |
| Acusado de construir bombas en el atentado contra el World Trade Center de 1993. Yasin fue presuntamente prisionero de Sadam Huseín en 2002, pero desde entonces ha desaparecido de Irak. No fue localizado durante la invasión de Irak de 2003. | |                                                   |                         |                                         |  |
| | |                                                   |                         |                                         |  |
| Khalid Shaikh Mohammed | Khalid Sheikh Mohammed | Operación Bojinka                                 | 1994–1995               | Capturado                               |  |
| Khalid Shaikh Mohammed | Capturado en Pakistán el 1 de marzo de 2003. |                                                   |                         |                                         |  |
| | |                                                   |                         |                                         |  |
| | Ahmed Ibrahim Al-Mughassil | Atentado de las Torres Khobar                     | 25 de junio de 1996     | Libre                                   |  |
| Según informes, Al-Mughassil fue capturado en el Líbano el 7 de agosto de 2015 y extraditado a Arabia Saudita. Sin embargo, no fue puesto bajo custodia estadounidense y todavía es buscado por el FBI. | |                                                   |                         |                                         |  |
| | Ali Saed Bin Ali El-Hoorie | Atentado de las Torres Khobar                     | 25 de junio de 1996     | Libre                                   |  |
| | |                                                   |                         |                                         |  |
| | Ibrahim Salih Mohammed Al-Yacoub | Atentado de las Torres Khobar                     | 25 de junio de 1996     | En libertad                             |  |
| | |                                                   |                         |                                         |  |
| | Abdelkarim Hussein Mohamed Al-Nasser | Atentado de las Torres Khobar                     | 25 de junio de 1996     | Libre                                   |  |
| Supuesto líder de Hezbollah Al-Hejaz por el gobierno estadounidense. | |                                                   |                         |                                         |  |
| | |                                                   |                         |                                         |  |
| Mohammed Atef | Mohammed Atef | Atentados a las embajadas estadounidenses en 1998 | 7 de agosto de 1998     | Asesinado                               |  |
| Mohammed Atef | Muerto en Afganistán el 14 de noviembre de 2001 por un ataque con misiles Predator contra su casa en las afueras de Kabul. |                                                   |                         |                                         |  |
| Osama bin Laden | Osama bin Laden | Atentados a las embajadas estadounidenses en 1998 | 7 de agosto de 1998     | Asesinado                               |  |
| Osama bin Laden | Asesinado por los Navy SEALs estadounidenses en un complejo de Abbottabad (Pakistán); se anunció su muerte el 2 de mayo de 2011. Fue incluido en la lista de terroristas más buscados por su participación en los atentados contra las embajadas de Estados Unidos en Nairobi (Kenia) y Dar es-Salam (Tanzania). |                                                   |                         |                                         |  |
| Ayman al-Zawahiri | Ayman al-Zawahiri | Atentados a las embajadas estadounidenses en 1998 | 7 de agosto de 1998     | Asesinado                               |  |
| Ayman al-Zawahiri | Ayman al-Zawahiri, sucesor de Osama bin-Laden como jefe de Al Qaeda, estaba acusado en Estados Unidos por su presunta participación en los atentados contra las embajadas estadounidenses de Dar es Salaam (Tanzania) y Nairobi (Kenia) en 1998. El programa de Recompensas por la Justicia del Departamento de Estado estadounidense ofrecía una recompensa de hasta 25 millones de dólares por información sobre su localización y captura. El 31 de julio de 2022, fue asesinado por un ataque con dron en Kabul (Afganistán) llevado a cabo por Estados Unidos. El FBI lo considera fallecido. |                                                   |                         |                                         |  |
| Fazul Abdullah Mohammed | Fazul Abdullah Mohammed | Atentados a las embajadas estadounidenses en 1998 | 7 de agosto de 1998     | Asesinado                               |  |
| Fazul Abdullah Mohammed | El 11 de junio de 2011 surgieron informes de que había sido asesinado en Somalia. La policía keniana declaró, mediante pruebas de ADN, que estaba segura de que había sido asesinado por las fuerzas somalíes el 8 de junio. Apareció oficialmente como fallecido en el sitio web del FBI el 12 de junio. |                                                   |                         |                                         |  |
| Mustafa Mohamed Fadhil | Mustafa Mohamed Fadhil | Atentados a las embajadas estadounidenses en 1998 | 7 de agosto de 1998     | Asesinado                               |  |
| Mustafa Mohamed Fadhil | Asesinado en Afganistán. Fue retirado de la lista en mayo de 2005. |                                                   |                         |                                         |  |
| Fahid Mohammed Ally Msalam | Fahid Mohammed Ally Msalam | Atentados a las embajadas estadounidenses en 1998 | 7 de agosto de 1998     | Asesinado                               |  |
| Fahid Mohammed Ally Msalam | Asesinado el 1 de enero de 2009 en un ataque aéreo no tripulado en Pakistán junto con Sheikh Ahmed Salim Swedan. |                                                   |                         |                                         |  |
| Ahmed Khalfan Ghailani | Ahmed Ghailani | Atentados a las embajadas estadounidenses en 1998 | 7 de agosto de 1998     | Capturado                               |  |
| Ahmed Khalfan Ghailani | Capturado en Pakistán el 25 de julio de 2004 y recluido posteriormente en Guantánamo (Cuba). Ghailani fue juzgado por un tribunal civil de Nueva York en 2010 y declarado culpable de conspirar para atentar contra las embajadas estadounidenses en Tanzania y Kenia. Sin embargo, el jurado lo absolvió de los otros 284 cargos, incluido el de intento de asesinato. |                                                   |                         |                                         |  |
| | Sheikh Ahmed Salim Swedan | Atentados a las embajadas estadounidenses en 1998 | 7 de agosto de 1998     | Asesinado                               |  |
| Asesinado el 1 de enero de 2009 en un ataque aéreo no tripulado en Pakistán junto con Fahid Mohammed Ali Msalam. | |                                                   |                         |                                         |  |
| | Abdullah Ahmed Abdullah | Atentados a las embajadas estadounidenses en 1998 | 7 de agosto de 1998     | Asesinado                               |  |
| Según informes, Abdullah, también conocido como Abu Mohammed al-Masri, fue asesinado en Teherán (Irán) el 7 de agosto de 2020 por agentes del Mossad israelí que trabajaban en nombre del gobierno estadounidense. Se informó de su muerte tres meses después. Su muerte fue confirmada por el secretario de Estado de Estados Unidos, Mike Pompeo, el 12 de enero de 2021.                                                                 | |                                                   |                         |                                         |  |
| | Abu Anas al-Libi | Atentados a las embajadas estadounidenses en 1998 | 7 de agosto de 1998     | Fallecido mientras estaba en cautividad |  |
| Al-Libi fue capturado en Trípoli (Libia) el 5 de octubre de 2013 por comandos de la Fuerza Delta. Abu Anas al-Libi murió el 2 de enero de 2015 en un hospital de Nueva York, a los 50 años, mientras estaba bajo custodia de Estados Unidos. Padecía una enfermedad hepática derivada de la hepatitis C. | |                                                   |                         |                                         |  |
| | Saif al-Adel | Atentados a las embajadas estadounidenses en 1998 | 7 de agosto de 1998     | Libre                                   |  |
| Se cree que es el actual líder de facto de Al Qaeda a partir de 2023. | |                                                   |                         |                                         |  |
| Ahmed Mohammed Hamed Ali | Ahmed Mohammed Hamed Ali | Atentados a las embajadas estadounidenses en 1998 | 7 de agosto de 1998     | Asesinado                               |  |
| Ahmed Mohammed Hamed Ali | El Centro Nacional de Contraterrorismo informó de su muerte en un ataque con drones en 2010 en Pakistán. Fue retirado de la lista en 2012. |                                                   |                         |                                         |  |
| | Muhsin Musa Matwalli Atwah | Atentados a las embajadas estadounidenses en 1998 | 7 de agosto de 1998     | Asesinado                               |  |
| Asesinado el 12 de abril de 2006, junto con otros 6 presuntos militantes, por fuerzas paquistaníes en una incursión de helicóptero de combate en el pueblo de Naghar Kalai, cerca de la frontera afgana. Los aldeanos informaron de que hombres armados se llevaron los cadáveres. La muerte de Atwah fue confirmada por funcionarios estadounidenses el 24 de octubre de 2006, tras realizarle pruebas de ADN, y fue retirado de la lista. | |                                                   |                         |                                         |  |

## Lista de guerra contra el terrorismo
Mientras que la lista de los terroristas más buscados está reservada a los fugitivos terroristas que han sido acusados por grandes jurados federales, el FBI reconoció la necesidad de lograr un tiempo de respuesta mucho más rápido para prevenir futuros atentados que pudieran estar en fase de planificación. Para conseguir la ayuda del público en este esfuerzo, el FBI buscó una forma de hacer llegar al público lo más rápidamente posible la primera información conocida sobre presuntos atentados terroristas, a menudo muy limitada. Así, el 17 de enero de 2002, se publicó por primera vez la tercera gran lista de personas buscadas por el FBI, que ahora se conoce como la FBI Seeking Information - Terrorism list.
Como el nombre de esta lista indica, la intención del FBI es obtener cualquier información crítica del público, tan pronto como sea posible, sobre los presuntos terroristas, que pueden estar en las etapas de planificación de ataques terroristas contra ciudadanos de Estados Unidos en el país y en el extranjero. La primera de estas listas perfilaba a cinco personas de las que se sabía poco, pero de las que se sospechaba que planeaban atentados terroristas en operaciones mártires. La principal prueba contra los cinco eran cinco vídeos que habían producido, encontrados entre los escombros de la casa destruida de Mohammed Atef en las afueras de Kabul (Afganistán).

## Adiciones a la lista
En 2006 habían pasado más de cuatro años desde que el FBI incluyera a los 22 presuntos terroristas originales en la lista de los terroristas más buscados. De esos 22, cuatro habían sido eliminados de la lista por fallecimiento o captura. También por entonces, el FBI determinó que nuevas personas reunían los requisitos para figurar en la lista de terroristas más buscados. Algunas de estas personas fueron acusadas de atentados y complots que habían tenido lugar desde que se elaboró la lista original. Las acusaciones originales sólo se referían a incidentes ocurridos hasta 1998. Desde entonces, Estados Unidos había sido víctima de al menos dos grandes atentados terroristas, que generarían algunas de las nuevas acusaciones contra los terroristas más buscados, en particular sobre los siguientes atentados:
- Atentado contra el USS Cole en 2000, en el que murieron 17 marineros estadounidenses y 40 resultaron heridos el 12 de octubre de 2000, frente a la costa portuaria de Adén (Yemen).

- Atentados del 11 de septiembre de 2001 en Manhattan, Washington D. C. y Pensilvania

Además, después de que la lista original de 2001 hubiera sido compilada y hecha pública, Estados Unidos había frustrado y emitido acusaciones por otros numerosos complots, en los que estaban implicados algunos de los nuevos terroristas más buscados de la lista. Algunos de estos complots incluyen los siguientes:
- Los Buffalo Six, un grupo de Búfalo, Nueva York, o grupo de Lackawanna, expuesto en septiembre de 2002.
- La Yihad Islámica Palestina, acusada en virtud de la Ley de Organizaciones Corruptas e Influenciadas por el Crimen Organizado (RICO) por complots desde Siria desde 1995
- Secuestros y asesinatos de ciudadanos extranjeros en Filipinas por parte de Abu Sayyaf.

En febrero de 2006, el FBI completó dos grupos de incorporaciones a la lista de terroristas más buscados, las primeras de este tipo en más de cuatro años. El 24 de febrero de 2006, al día siguiente de añadir dos nombres a la lista, el FBI añadió otros seis terroristas fugitivos, por diversos complots y atentados. Una de las entradas se refería a una acusación que se remontaba al secuestro del vuelo 847 de TWA por Hezbollah el 14 de junio de 1985.
Por otra parte, el FBI añadió a la lista Seeking Information - War on Terrorism a otras tres personas, entre las que destaca Abu Musab al-Zarqawi, el célebre dirigente de Al-Qaeda en Irak. Era la primera vez que al-Zarqawi aparecía en una de las tres principales listas de personas buscadas por el FBI. El 8 de junio de 2006, ABC News informó de que se había confirmado la muerte de Abu Musab al-Zarqawi en Bagdad en un bombardeo de un grupo especial estadounidense. Su muerte fue confirmada por múltiples fuentes en Irak, incluido el gobierno estadounidense.
| Fotografía | Nombre | Supuesto ataque terrorista                            | Fecha de actividad                                | Fecha en la que se añadió a la lista | Estatus     |
| --- | --- | ----------------------------------------------------- | ------------------------------------------------- | ------------------------------------ | ----------- |
| | Jamal Ahmad Mohammad Al Badawi | Atentado contra el USS Cole                           | 12 de octubre de 2000                             | 23 de febrero de 2006                | Asesinado   |
| Recompensas por la Justicia ofrecía 5 millones de dólares por información que condujera a su captura o condena. Murió en un ataque con drones el 1 de enero de 2019 en la gobernación de Ma'rib (Yemen). | |                                                       |                                                   |                                      |             |
| | |                                                       |                                                   |                                      |             |
| | Jaber A. Elbaneh | Buffalo Six                                           | 2002                                              | 23 de febrero de 2006                | Libre       |
| Se entregó a las autoridades yemeníes el 20 de mayo de 2007. Sin embargo, tras cumplir allí una condena de 5 años, no fue entregado a la custodia estadounidense y sigue siendo buscado por el FBI. | |                                                       |                                                   |                                      |             |
| | |                                                       |                                                   |                                      |             |
| Mohammed Ali Hammadi | Mohammed Ali Hamadei | Vuelo 847 de TWA                                      | 14 de junio de 1985                               | 24 de febrero de 2006                | Libre       |
| Mohammed Ali Hammadi | Detenido por la policía de Alemania Occidental el 13 de enero de 1987 y puesto en libertad el 15 de diciembre de 2005. Recompensas por la Justicia ofrece 5 millones de dólares por información que conduzca a su captura o condena. |                                                       |                                                   |                                      |             |
| | |                                                       |                                                   |                                      |             |
| | Ramadan Abdullah Mohammad Shallah | Yihad Islámica Palestina en RICO                      | Desde 1995                                        | 24 de febrero de 2006                | Fallecido   |
| Buscado por conspiración para dirigir los asuntos de la organización terrorista internacional designada conocida como «Yihad Islámica Palestina». Shalah falleció el 6 de junio de 2020 en Líbano tras una larga enfermedad. | |                                                       |                                                   |                                      |             |
| Abd Al Aziz Awda | Abd Al Aziz Awda | Yihad Islámica Palestina en RICO                      | Desde 1995                                        | 24 de febrero de 2006                | Libre       |
| Abd Al Aziz Awda | Cofundador de la Yihad Islámica Palestima. |                                                       |                                                   |                                      |             |
| | |                                                       |                                                   |                                      |             |
| | Khadafi Abubakar Janjalani | Secuestros y asesinatos de la Abu Sayyaf en Filipinas | Entre inicios de 1990 y 2000.                     | 24 de febrero de 2006                | Asesinado   |
| Falleció por heridas de bala el 4 de septiembre de 2006. Marinos filipinos encontraron los restos de su cuerpo el 27 de diciembre de 2006. La muerte se confirmó mediante pruebas de ADN el 20 de enero de 2007. Incluido en la lista de personas fallecidas el 22 de enero de 2007. Retirado de la lista el 21 de febrero.                                       | |                                                       |                                                   |                                      |             |
| | Jainal Antel Sali | Secuestros y asesinatos de la Abu Sayyaf en Filipinas | Entre inicios de 1990 y 2000.                     | 24 de febrero de 2006                | Asesinado   |
| Asesinado por fuerzas especiales filipinas el 16 de enero de 2007. | |                                                       |                                                   |                                      |             |
| | Isnilon Totoni Hapilon | Secuestros y asesinatos de la Abu Sayyaf en Filipinas | Entre inicios de 1990 y 2000.                     | 24 de febrero de 2006                | Asesinado   |
| Asesinado por el Ejército Filipino el 16 de octubre de 2017. | |                                                       |                                                   |                                      |             |
| | |                                                       |                                                   |                                      |             |
| Adam Yahiye Gadahn | Adam Yahiye Gadahn | Traición                                              | 2003–2015                                         | 11 de octubre de 2006                | Asesinado   |
| Adam Yahiye Gadahn | El 11 de octubre de 2006, el FBI retiró a Gadahn de la lista «Seeking Information - War on Terrorism» y lo incluyó en la lista de terroristas más buscados del FBI. Además, el 11 de octubre de 2006, un gran jurado federal de Santa Ana, California, acusó a Gadahn de traición, convirtiéndolo en el primer estadounidense acusado de traición desde 1952. Recompensas por la Justicia ofrecía un millón de dólares por información que condujera a su captura. Murió en un ataque con dron en Pakistán el 19 de enero de 2015. |                                                       |                                                   |                                      |             |
| | |                                                       |                                                   |                                      |             |
| | Daniel Andreas San Diego | Atentados de Chiron y Shaklee                         | 28 de agosto de 2003 y 26 de setiembre de 2003    | 11 de abril de 2008                  | En libertad |
| San Diego fue incluido en la lista de terroristas más buscados del FBI en relación con dos atentados con bomba de las Brigadas de Liberación Animal en el norte de California en 2003. Es el segundo ciudadano estadounidense y el primer terrorista nacional que aparece en la lista. El FBI ofrece 250.000 dólares por información que conduzca a su detención. | |                                                       |                                                   |                                      |             |
| | |                                                       |                                                   |                                      |             |
| | Fahd al-Quso | Atentado contra el USS Cole                           | 12 de octubre de 2000                             | 2 de noviembre de 2009               | Asesinado   |
| Buscado por su participación en el atentado con bomba contra el USS Cole en Yemen en octubre de 2000, en el que murieron 17 marineros estadounidenses. Recompensas por la Justicia ofrecía 5 millones de dólares por información que condujera a su captura o condena. Falleció por un ataque con dron en Yemen el 6 de mayo de 2012.                             | |                                                       |                                                   |                                      |             |
| | |                                                       |                                                   |                                      |             |
| | Husayn Muhammed al-Umari | Vuelo 830 de Pan Am                                   | 11 de agosto de 1982                              | 2 de noviembre de 2009               | Libre       |
| También conocido como Abu Ibrahim, se le busca en relación con el atentado de 1982 contra el vuelo 830 de Pan Am. | |                                                       |                                                   |                                      |             |
| | |                                                       |                                                   |                                      |             |
| | Wadoud Muhammad Hafiz Al-Turki | Vuelo 73 de Pan Am                                    | 5 de setiembre de 1986                            | 3 de diciembre de 2009               | Libre       |
| Buscado por su participación en el secuestro del vuelo 73 de Pan American World Airways. Condenado en Pakistán en 1988, pero supuestamente deportado a Palestina en 2009. | |                                                       |                                                   |                                      |             |
| | Jamal Saeed Abdul Rahim | Vuelo 73 de Pan Am                                    | 5 de setiembre de 1986                            | 3 de diciembre de 2009               | Libre       |
| Buscado por su participación en el secuestro del vuelo 73 de Pan American World Airways. Condenado en Pakistán en 1988, fue supuestamente deportado a Palestina en 2009. Las autoridades paquistaníes afirmaron que había muerto el 9 de enero de 2010 por un ataque aéreo estadounidense, pero los informes nunca se han confirmado y sigue en la lista.         | |                                                       |                                                   |                                      |             |
| | Muhammad Abdullah Khalil Hussain Ar-Rahayyal | Vuelo 73 de Pan Am                                    | 5 de setiembre de 1986                            | 3 de diciembre de 2009               | Libre       |
| Buscado por su participación en el secuestro del vuelo 73 de Pan American World Airways. Condenado en Pakistán en 1988, pero supuestamente deportado a Palestina en 2009. | |                                                       |                                                   |                                      |             |
| | Muhammad Ahmed Al-Munawar | Vuelo 73 de Pan Am                                    | 5 de setiembre de 1986                            | 3 de diciembre de 2009               | Libre       |
| Buscado por su participación en el secuestro del vuelo 73 de Pan American World Airways. Condenado en Pakistán en 1988, pero supuestamente deportado a Palestina en 2009. | |                                                       |                                                   |                                      |             |
| | |                                                       |                                                   |                                      |             |
| Adnan G. El Shukrijumah | Adnan Gulshair el Shukrijumah | Complot del metro de Nueva York y Reino Unido en 2009 | Setiembre de 2009                                 | 8 de julio de 2010                   | Asesinado   |
| Adnan G. El Shukrijumah | Buscado por su presunta participación en el complot contra el metro de Nueva York, descubierto en septiembre de 2009. Murió en una operación de persecución del ejército paquistaní en Waziristán del Sur el 6 de diciembre de 2014. |                                                       |                                                   |                                      |             |
| | |                                                       |                                                   |                                      |             |
| | Fauzi Ayub | Fraude de pasaporte                                   | Octubre de 2000                                   | 6 de julio de 2011                   | Asesinado   |
| Miembro de Hezbolá acusado de utilizar un pasaporte falso para entrar en Israel con el fin de perpetrar un atentado. Asesinado por miembros del Ejército Libre Sirio en mayo de 2014. | |                                                       |                                                   |                                      |             |
| | |                                                       |                                                   |                                      |             |
| | Abu Mansoor Al-Amriki (nacido como Omar Shafik Hammami) | Miembro del Al-Shabaab                                | Noviembre del 2006 hasta junio de 2013            | 14 de noviembre de 2012              | Asesinado   |
| Se unió a Al-Shabaab en 2006 y se convirtió en uno de sus principales dirigentes. Tras separarse de la organización en junio de 2013, fue asesinado por sus militantes el 12 de septiembre de ese año. | |                                                       |                                                   |                                      |             |
| | |                                                       |                                                   |                                      |             |
| Radullan Sahiron | Radullan Sahiron | Secuestro de Abu Sayyaf                               | 14 de noviembre de 1993                           | 14 de noviembre de 2012              | Libre       |
| Radullan Sahiron | Presunto líder de Abu Sayyaf desde 2005. Buscado por un secuestro concreto en 1993, pero se cree que es responsable de otros secuestros. |                                                       |                                                   |                                      |             |
| | |                                                       |                                                   |                                      |             |
| Assata Shakur | Assata Shakur (nacida como JoAnne Deborah Byron, pasó a JoAnne Chesimard cuando se casó) | Asesinato de Trooper Werner Foerster                  | 2 de mayo de 1973                                 | 2 de mayo de 2013                    | Libre       |
| Assata Shakur | Exmiembro del Ejército Negro de Liberación que vive abiertamente en Cuba tras fugarse de una prisión de Nueva Jersey en 1979. Se ofrece una recompensa de dos millones de dólares. |                                                       |                                                   |                                      |             |
| | |                                                       |                                                   |                                      |             |
| | Ahmad Abousamra | Intento de obtener entrenamiento terrorista           | 2002 - 2004                                       | 18 de diciembre de 2013F             | Asesinado   |
| Miembro de Hezbolá acusado de viajar a Pakistán y Yemen entre 2002 y 2004 para recibir adiestramiento terrorista. Muerto por un ataque aéreo en Siria en enero de 2017. | |                                                       |                                                   |                                      |             |
| | |                                                       |                                                   |                                      |             |
| | Liban Haji Mohamed | Reclutamiento de Al-Shabb                             | Desde el 5 de julio de 2012                       | 29 de enero de 2015                  | Libre       |
| Supuestamente salió de Estados Unidos el 5 de julio de 2012 para unirse a Al Shabaab y actuó como reclutador de la organización. Detenido por las autoridades somalíes el 2 de marzo de 2015, pero sigue en la lista. | |                                                       |                                                   |                                      |             |
| | |                                                       |                                                   |                                      |             |
| Ahlam Tamimi | Ahlam Tamimi | Masacre suicida de Sbarro                             | 9 de agosto de 2001                               | 14 de marzo de 2017                  | Libre       |
| Ahlam Tamimi | Detenido y encarcelado en Israel, pero liberado como parte del intercambio de prisioneros de Gilad Shalit en 2011. |                                                       |                                                   |                                      |             |
| | |                                                       |                                                   |                                      |             |
| Sajid Mir | Sajid Mir | Atentados de Bombay de 2008                           | 26 de noviembre de 2008 - 29 de noviembre de 2008 | 22 de marzo de 2019                  | Libre       |
| Sajid Mir | Detenido por las autoridades paquistaníes el 21 de abril de 2022, fue declarado culpable y condenado a quince años y medio de prisión el 16 de mayo de ese mismo año. No fue extraditado y permanece en la lista desde febrero de 2023. |                                                       |                                                   |                                      |             |

## Recompensas
Desde 1984, el gobierno de Estados Unidos también ha utilizado el programa de Recompensas por la Justicia, que paga recompensas monetarias de hasta 25 millones de dólares, o ahora, en algunos casos más, previa autorización especial del Secretario de Estado de Estados Unidos, a personas que proporcionen información que conduzca sustancialmente a contrarrestar atentados terroristas contra personas estadounidenses. A través de este programa se han pagado más de 100 millones de dólares a más de 60 personas.
El programa de Recompensas por la Justicia fue establecido por la Ley de 1984 para Combatir el Terrorismo Internacional, Ley Pública 98-533, y es administrado por la Oficina de Seguridad Diplomática, dentro del Departamento de Estado de los Estados Unidos.